# Aphodius cognatus
Aphodius cognatus es una especie de coleóptero de la familia Scarabaeidae.

## Distribución geográfica
Habita en el paleártico: la Europa mediterránea, Oriente Próximo, el Magreb y las Canarias.